# Apamea speciosa
Apamea speciosa là một loài bướm đêm trong họ Noctuidae.